# 莱姆斯通溪 (堪萨斯州)
莱姆斯通溪（英語：Limestone Creek）是位于美国堪薩斯州波旁縣和艾伦县的一条溪流。
莱姆斯通（Limestone）意为“石灰岩”，得名于沿着溪边露出的石灰岩。
莱姆斯通溪在波旁县齊尼亞的东南部汇入小欧塞奇河。